# Aeroportul Sondok
Aeroportul Sondok (IATA: DSO, ICAO: ZKSD) este un aeroport din Chongpyong County⁠(d), Provincia Hamgyong de Sud, Coreea de Nord ce deservește zona Chongpyong County⁠(d).
Situat la o altitudine de 2 m, aeroportul dispune de o singură pistă.